# Ủy ban Mông Tạng

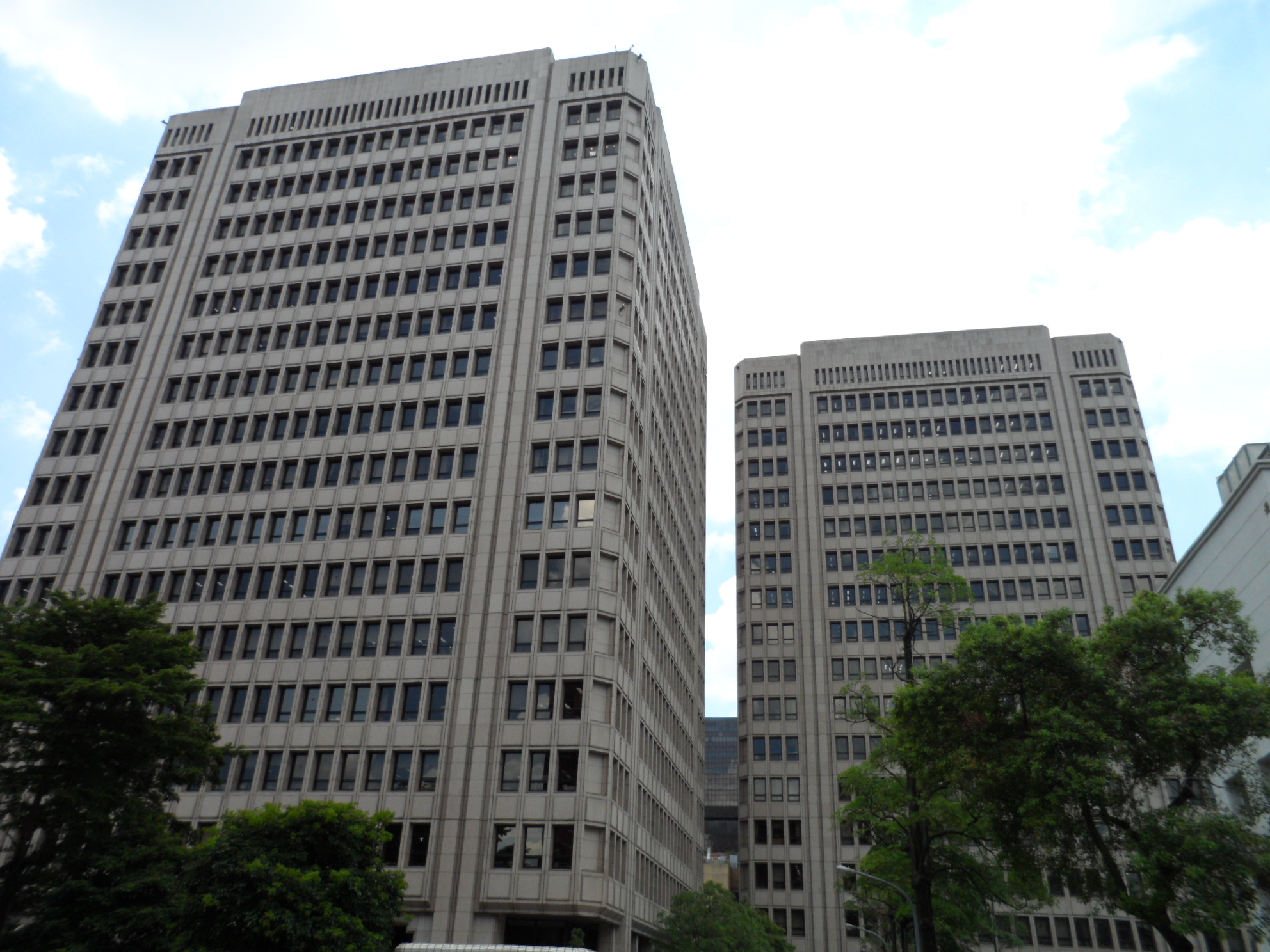
Ủy ban Mông Tạng

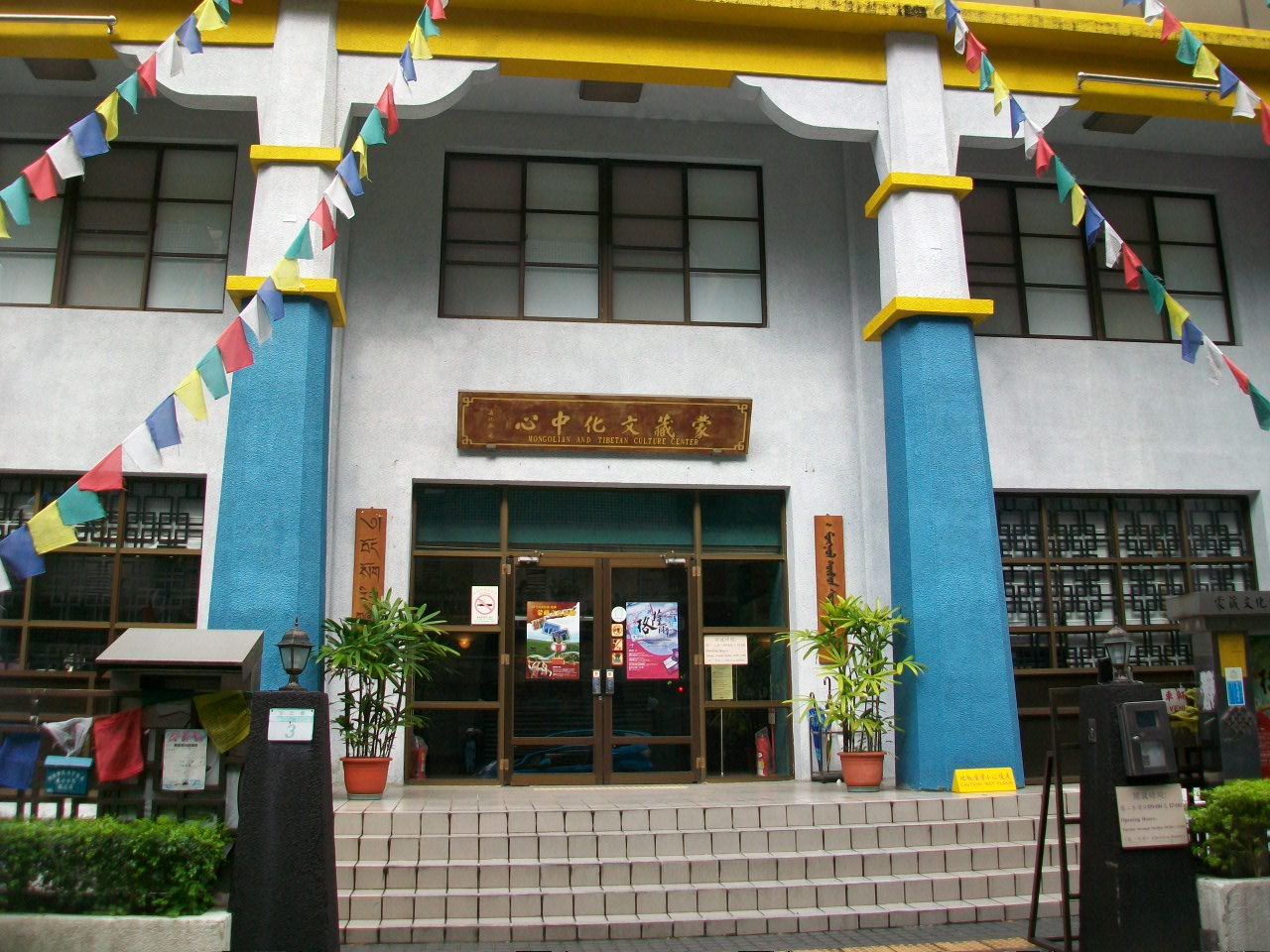
Trung tâm văn hóa Mông Tạng tại Đài Bắc

Ủy ban Mông Cổ và Tây Tạng (tiếng Trung: 蒙藏委員會; bính âm: Měng Zàng Wěiyuánhuì, Hán Việt: Mông Tạng ủy viên hội) là một cơ quan ngang bộ trực thuộc Hành chính viện của Trung Hoa Dân Quốc. Ủy ban về mặt lý thuyết quản lý địa phương Mông Cổ (tức lãnh thổ nước Mông Cổ và Tuva thuộc Nga ngày nay), địa phương Tây Tạng cùng các vấn đề liên quan đến người Mông Cổ và người Tạng ở các tỉnh khác.

## Lịch sử
Vào thời Nhà Thanh, để quản lý các phiên địa Mông Cổ và Tây Tạng, triều đình đã cho thiết lập Lý Phiên viện ngang với Lục bộ. Đến thời kỳ Trung Hoa Dân Quốc, Bộ Nội chính vào tháng 4 năm 1912 đã thành lập "Mông Tạng công tác xứ", đến tháng 7 cùng năm thì đổi thành "Mông Tạng sự vụ cục" trực thuộc Quốc vụ viện. Đến năm 1914, cục được nâng lên thành "Mông Tạng viện" trực thuộc Phủ Tổng thống (lúc bấy giờ là chính phủ Bắc Dương). Sau khi chính phủ Quốc Dân tiến hành Bắc phạt thành công, đến năm 1929, căn cứ theo luật tổ chức đã thành lập "Ủy ban Mông Tạng".
Trong thời kỳ Trung Hoa Dân Quốc nắm quyền tại Đại lục từ 1911-1949, Ủy ban Mông Tạng quản lý các vấn đề dân tộc, tôn giáo và văn hóa của địa phương Mông Cổ, tỉnh Hưng An, tỉnh Sát Cáp Nhĩ, tỉnh Nhiệt Hà, tỉnh Tuy Viễn, tỉnh Ninh Hạ, tỉnh Cam Túc, tỉnh Thanh Hải, tỉnh Tây Khang và địa phương Tây Tạng. Ủy viên trưởng Ngô Trung Tín của ủy ban từng tham gia nghi thức tọa sàng của Đạt-lai Lạt-ma thứ 14 với vai trò là đại diện cho chính phủ Dân Quốc tại Trùng Khánh.
Sau năm 1949, khi không còn quản lý những vùng thuộc thẩm quyền trên thực tế, công việc của ủy ban cũng thay đổi. Ủy ban chủ yếu phụ trách người Mông Cổ và Tạng sinh sống và làm việc tại Đài Loan, tiếp xúc với chính phủ nước Mông Cổ độc lập và chính phủ Tây Tạng lưu vong trên các vẫn đề chính trị-kinh tế. Ủy ban cũng có một Trung tâm văn hóa Mông Tạng.
Do điều chỉnh tổ chức và công năng nghiệp vụ của Hành chính viện, ủy ban Mông Tạng đã chấm dứt tồn tại từ năm 2012 và hạ cấp thành Mông Tạng Sự vụ xử, trực thuộc Ủy ban Đại lục của Hành chính viện.

## Ủy viên trưởng
1. Diêm Tích Sơn (閻錫山)（27/12/1928—05/04/1930)
2. Mã Phúc Tường (馬福祥)（08/09/1930—30/12/1931）
3. Thạch Thanh Dương (石青陽) （30/12/1931—15/03/1935）
4. Hoàng Mộ Tùng (黃慕松) （15/03/1935—29/07/1936）
5. Lâm Vân Cai (林雲陔) （29/07/1936—08/08/1936）
6. Ngô Trung Tín (吳忠信) （08/08/1936—06/12/1944）
7. La Lương Giám (羅良鑒) （06/12/1944—23/04/1947）
8. Hứa Thế Anh (許世英) （23/04/1947—26/11/1948）
9. Bạch Vân Thê (白雲梯) （26/11/1948—06/06/1949）
10. Quan Cát Ngọc (關吉玉) （06/06/1949—23/11/1949）
11. Chu Côn Điền (周昆田) （23/11/1949—10/03/1950）
12. Dư Tĩnh Đường (余井塘) （10/03/1950一22/02/1951， Bộ trưởng Nội chính kiêm nhiệm）
13. Điền Quýnh Cẩm (田炯錦) （22/02/1951—25/05/1954）
14. Lưu Liên Khắc (劉廉克) （25/05/1954—14/07/1958）
15. Lý Vĩnh Tân (李永新) （14/07/1958—30/05/1960）
16. Điền Quýnh Cẩm (田炯錦) （30/05/1960一14/12/1963）
17. Quách Ký Kiệu (郭寄嶠) （14/12/1963—29/05/1972）
18. Thôi Thùy Ngôn (崔垂言) （29/05/1972—11/1981）
19. Tiết Nhân Ngưỡng (薛人仰) （11/1981一05/1984）
20. Đổng Thụ Phiên (董樹藩) （05/1984一03/1986）
21. Ngô Hóa Bằng (吳化鵬) （04/1986－26/02/1993）
22. Trương Tuấn Dật (張駿逸) （27/02/1993－14/12/1994）
23. Lý Hậu Cao (李厚高) （15/12/1994－31/08/1997）
24. Cao Khổng Liêm (高孔廉) （01/09//1997－20/05/2000）
25. Từ Chính Quang (徐正光) （20/05/2000－31/01/2002）
26. Hứa Chí Hùng (許志雄) （01/02/2002－19/05/2008）
27. Cao Tư Bác (高思博) （20/05/2008－08/02/2011）
28. La Oánh Tuyết (羅瑩雪) （09/02/2011－29/09/2013）
29. (陳明仁) （30/09/2013-22/10/2013）
30. (蔡玉玲) （22/10/2013-nay）